# Cihanjawar
Cihanjawar is een bestuurslaag in het regentschap Purwakarta van de provincie West-Java, Indonesië. Cihanjawar telt 2079 inwoners (volkstelling 2010).